# Enoplognatha monstrabilis
Enoplognatha monstrabilis là một loài nhện trong họ Theridiidae.
Loài này thuộc chi Enoplognatha. Enoplognatha monstrabilis được Yuri M. Marusik & Dmitri Viktorovich Logunov miêu tả năm 2002.